# سرة شاموسية
سرة شاموسية (الاسم العلمي:Umbilicus samium) هي نوع من النباتات يتبع جنس السرة من الفصيلة الكرسولية.